# Alby (commune d'Ånge)
Pour les articles homonymes, voir Alby.
Alby est une localité de la commune d'Ånge dans le comté de Västernorrland en Suède.
Sa population était de 312 habitants en 2019.

## Histoire
Le nom de la ville provient du village voisin d'Alby (Ahlby 1825) à Haverö sn. Le village est situé au bord du lac Aldern, dont le nom est formé à partir de l'aulne « al ».
L'industrialisation d'Alby s'explique par la proximité de l'énergie électrique de Ljungan. Il y avait autrefois une centrale hydroélectrique, mais il ne reste que les vestiges du canal d'amenée. Il y avait également une usine de carbure dans le passé.
La rivière était l'une des meilleures eaux de Suède pour la pêche à l'écrevisse. Après la régulation de Ljungan, les écrevisses ont disparu pour des raisons inconnues (ils [qui ?] disent que ce n'était pas la peste des écrevisses). Une anecdote raconte que la raison pour laquelle les écrevisses sont venues à Ljungan était un marécage devant la maison du directeur. Quelqu'un a braconné le bassin et n'a pas fermé la trappe, de sorte que les écrevisses restantes ont retrouvé leur liberté.
La construction de la nouvelle centrale hydroélectrique de Järnvägsforsen a détruit une partie de l'environnement de pêche et de rivière de Ljungan.